# 瓦西里·季亚科诺夫
瓦西里·尼古拉耶维奇·季亚科诺夫（羅馬化：Vasiliy Nikolayevich D'yakonov；1946年7月25日—2012年9月5日）是俄罗斯政治人物，于1991年至1992年担任第一任克拉斯诺达尔边疆区行政长官。2012年9月5日，他于莫斯科逝世，享年66岁。